# Lekkoatletyka na Igrzyskach Frankofońskich 2013 – rzut oszczepem mężczyzn
Rzut oszczepem mężczyzn – jedna z konkurencji rozegranych podczas igrzysk frankofońskich w Nicei.
Złoty medal zdobył reprezentant Polski Łukasz Grzeszczuk, który ustanowił także nowy rekord igrzysk.

## Terminarz
| Data             | Runda |
| ---------------- | ----- |
| 12 września 2013 | Finał |

## Rekordy
Tabela prezentuje rekord świata oraz igrzysk, a także najlepszy rezultat na świecie w sezonie 2013 przed rozpoczęciem zawodów
| Rekord świata                 | Jan Železný                  | 98,48 | Jena         | 25 maja 1996        |
| Rekord igrzysk frankofońskich | Ihab Abd ar-Rahman as-Sajjid | 77,33 | Bejrut       | 5 października 2009 |
| Listy światowe                | Tero Pitkämäki               | 89,03 | Bad Köstritz | 25 sierpnia 2013    |

## Rezultaty
Rozegrano tylko rundę finałową, która odbyła się 26 czerwca w godzinach popołudniowych. 
| Poz. | Zawodnik               | Reprezentacja  | #1    | #2    | #3    | #4    | #5    | #6    | Rezultat | Uwagi |
| ---- | ---------------------- | -------------- | ----- | ----- | ----- | ----- | ----- | ----- | -------- | ----- |
|      | Łukasz Grzeszczuk      | Polska         | x     | 75,13 | 78,62 | 76,15 | x     | 75,15 | 78,62    | GR    |
|      | Curtis Moss            | Kanada         | 72,44 | 70,22 | 69,05 | 69,69 | 75,42 | 76,04 | 76,04    |       |
|      | Killian Durechou       | Francja        | 72,39 | 68,76 | 68,45 | x     | 73,22 | 72,07 | 73,22    |       |
| 4    | Antoine Wagner         | Luksemburg     | 68,86 | 67,02 | 70,55 | x     | x     | 63,99 | 70,55    |       |
| 5    | Caleb Jones            | Nowy Brunszwik | 69,69 | 65,55 | x     | 68,78 | 66,73 | 68,62 | 69,69    |       |
| 6    | Kyle Nielsen           | Kanada         | x     | 67,15 | 66,04 | 68,98 | x     | 66,81 | 68,98    |       |
| 7    | Melik Dżanojan         | Armenia        | x     | 60,67 | 63,52 | x     |       |       | 63,52    |       |
| 8    | Muhammad Ibrahim Kajda | Katar          | 59,20 | 62,35 | x     |       |       |       | 62,35    |       |